# TOP CEO 3
《스타일 배틀로얄 TOP CEO 3》는 패션N에서 2011년 5월 7일부터 2011년 7월 30일까지 방송되었던 TV 프로그램이다. 인터넷 쇼핑몰 CEO 11명의 서바이벌 대결로, 우승자에게는 2억 원 상당의 광고 특전이 부여된다.

## 참가자
| 순위 | 이름   | 소속         |
| ---- | ------ | ------------ |
| 1위  | 박민영 | 밀라다이어리 |
| 2위  | 유한나 | 한스스타일   |
| 3위  | 고정현 | 엘비나룸     |
|      | 박희본 | 본투본       |
|      | 장환희 | 핑크바나나   |
|      | 채자연 | 자연나라     |
|      | 류수   | 마렐         |
|      | 이샛별 | 162CM        |
|      | 권수정 | 아이미돌     |
|      | 김세라 | 초코캣       |
|      | 이지혜 | 헤롯         |
|      | 박예원 | 바니비       |
|      | 나유미 | 스윗글램     |